# ノガイ族
ノガイ族（ノガイ語: Ногайлар、ロシア語: Ногайцы）は、カフカスに居住するテュルク系民族。

## 概要
1989年時点での人口は約73,700から75,000。人口のうち約半分はダゲスタン共和国北部のテレク川・クマ川間の地域に居住している。テュルク諸語のノガイ語を話す。
かつてジョチ・ウルスを構成した遊牧民族の末裔であるとされる。言語系統はテュルク系に分類され、クミク族に次ぐ規模のグループを構成している。現在、そのほとんどは牧畜や農耕を主とした生活を営んでいる。

## 歴史
14世紀後半にジョチ・ウルスの有力者であるエディゲによって独立国家ノガイ・オルダが建国された。ノガイ族はこの国家を構成する主要民族で、ヤイク川（現ウラル川）下流の主都サライジュクを拠点にアラル海、カスピ海において商業活動を活発におこなっていた。
16世紀にはモスクワとカザンに毎年大量に馬や羊を輸出していたという。16世紀後半、カザン・ハン国、アストラハン・ハン国が滅亡すると、大ノガイ（Great Nogai Horde、Great Tartary）、小ノガイ（Küçük Orda、Lesser Nogai Horde、Little Tartary）、アルティウル（Altiul Ordası）の3つのオルダに分裂した。その後、1634年のカルムイク族侵攻に伴いヴォルガ川南方へと移住している。18世紀末から19世紀にかけてロシア帝国の支配下に置かれ、一部はクリミア・ハン国の併合（1783年）、コーカサス戦争（1817年 - 1864年）末期のチェルケス人虐殺後に行なわれたムスリム住民の人口移動でトルコやルーマニアへと移住させられた。19世紀に、アストラハン、クリミアのノガイはヴォルガ・タタール人に同化した。1917年のロシア革命までは遊牧民的な生活を送っていたが、以降はほとんどが定住している。
北カフカースに居住するノガイは、カラ・ノガイ（ダゲスタン共和国）、アチクラク・ノガイ（スタヴロポリ地方、チェチェン共和国）、クバン（アク）・ノガイ（カラチャイ・チェルケス共和国）の3グループに分かれ、それぞれで差異の大きい方言が話されている。グループは内部でさらにいくつかの部族に分かれ、いずれも結束が強い。

## 文化
多くのノガイ族は、イスラム教スンナ派を信仰している。
16世紀からノガイにアラビア語を使用した文語を教授する運動が行われ、18世紀より彼らはノガイ語をアラビア文字で表記していたが、1928年からラテン文字、1938年以降はキリル文字で表記している。現在の文語は、カラ・ノガイ方言が元になっている。
ノガイ・オルダの建国者であるエディゲとジョチ・ウルスのトクタミシュの戦いが描かれている、15世紀前半の叙事詩『エディゲイ』は、テュルク系民族の民族的遺産として知られている。

## 人種
モンゴロイドをベースにコーカソイドの血も混じっている混合種族であるが、モンゴロイドの要素が濃厚である。